# Anatoly Lebed
Anatoly Viatcheslavovitch Lebed (russe : Анатолий Вячеславович Лебедь ; 10 mai 1963 - 27 avril 2012), est un héros de la fédération de Russie, lieutenant-colonel de la Garde dans les forces aéroportées spéciales et officier du 45e régiment Spetsnaz de la Garde.